# Iphierga euphragma
Iphierga euphragma är en fjärilsart som beskrevs av Edward Meyrick 1893. Iphierga euphragma ingår i släktet Iphierga och familjen säckspinnare. Inga underarter finns listade i Catalogue of Life.